# Calliste rouverdin
Tangara gyrola
Espèce
Statut de conservation UICN

 LC  : Préoccupation mineure
Le Calliste rouverdin (Tangara gyrola) est une espèce d'oiseaux de la famille des Thraupidae.

## Habitat et répartition

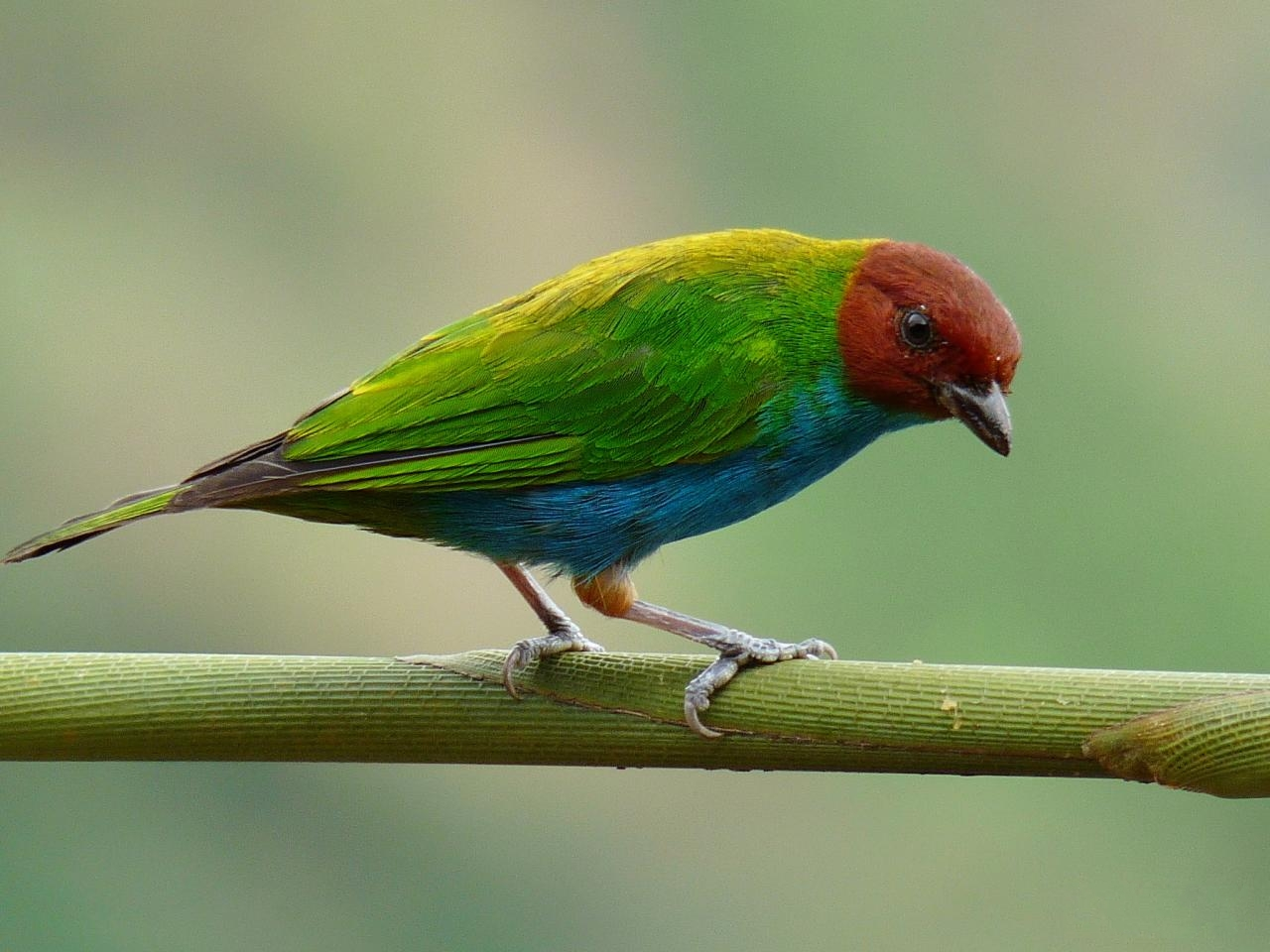
Manizales (Colombie)

Son aire d'étend du Costa Rica au sud-est de l'Amazonie.

## Description
Ce calliste mesure 12 cm de long, du bout du bec au bout de la queue.

## Alimentation
Il se nourrit principalement de fruits.